# 勾金站

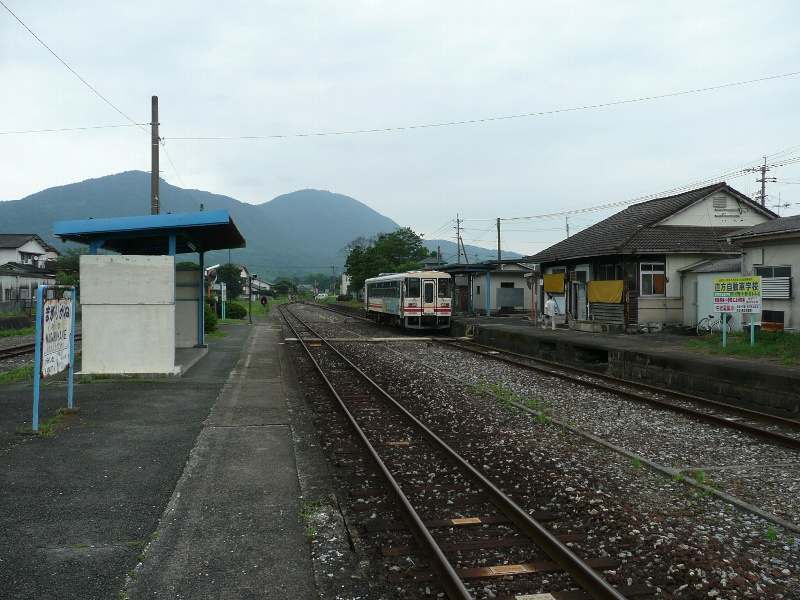
月台

勾金站（日语：／ Magarikane eki */?）是位於福岡縣田川郡香春町大字中津原1679番2號，平成筑豐鐵道的田川線車站。車站編號為HC17。
位於此站以西500米的福岡縣立田川高等學校取得此站的命名權。在2009年4月1日，此站愛稱為田川高校前 勾金站。

## 歷史
- 1895年（明治28年）8月15日 : 豐州鐵道（日语：豊州鉄道）行橋站至伊田站（現時為田川伊田站）之間開通，此站啟用。當時車站名為香春站（日语：／）（第一代）。為旅客、貨物車站[2]。
- 1899年（明治32年）1月25日 : 此站至夏吉站之間的支線開通[3]。
- 1901年（明治34年）9月3日 : 豐州鐵道合併至九州鐵道（第一代）[3]。
- 1905年（明治38年）3月1日 : 此站至夏吉站之間的旅客業務廢止[3]。
- 1907年（明治40年）6月1日 - 九州鐵道（第一代）被國有化，成為帝國鐵道廳車站[4][5][2][3]。
- 1909年（明治42年）10月12日]: 制定線路名稱，此站成為田川線車站[3]。
- 1943年（昭和18年）5月1日 : 車站改名為勾金站[2]。同時，舊・小倉鐵道的上香春站改名為笫二代香春站。
- 1973年（昭和48年）4月1日 : 此站至夏吉站之間的貨物支線廢止[3]。
- 1980年（昭和55年）10月1日 : 貨物起卸範圍縮減至只限在專用線出發的車載貨物（日语：車扱貨物）[2]。
- 1984年（昭和59年）2月1日 : 結束行李起卸業務[2]。
- 1987年（昭和62年）4月1日 - 伴隨國鐵分割民營化，車站由九州旅客鐵道（JR九州）和日本貨物鐵道（JR貨物）營運[6][7][8][2]。
- 1989年（平成元年）10月1日 : 此站變由平成筑豐鐵道管理，成為平成筑豐鐵道田川線車站[2]。JR貨物勾金站廢止[2]。
- 2009年（平成21年）4月1日 - 此站加設副站名（愛稱）。

## 車站構造
車站是一座地面車站，設有2面2線的相對式月台。此站是無人車站。車站大樓從前設有拉麵店，現時設有美容院「g」。

### 月台
| 月台         | 路線    | 上下行 | 方向                     |
| ------------ | ------- | ------ | ------------------------ |
| 車站大樓一方 | ■田川線 | 下行   | 田川伊田、金田、直方方向 |
| 車站大樓對面 | ■田川線 | 上行   | 油須原、犀川、行橋方向   |

### 日本水泥專用線
此站在啟用至平成筑豐鐵道接管前（1989年（平成元年））都設有貨運業務。另外，在1976年（昭和51年）至1989年之間，此站設有連接日本水泥（現時：太平洋水泥）的專用線。
在1935年（昭和10年）6月，鄰近香春站的日本水泥香春工場開始運作。當時香春站設有專用線連接該處。隨著香春工場生產量增加，開設了苅田港。在1976年（昭和51年）12月，於車站側開設了日本水泥專用線，該線上從專用線運送水泥至苅田港站。工場連接此站之間專用線全長3.0公里，當中2.3公里是國鐵前・夏吉站連接田川線的貨物支線。在前・夏吉站中設有編組場（4條路軌）。該編組場中存於了DE10型柴油機車。
日本水泥專用線在香春站專用線廢止後還繼續使用。專用線在JR田川線變為平成筑豐鐵道前的1989年7月9日廢止。截至專用線廢止前，每日設有3往返班次的水泥輸送列車來往此站與苅田港站之間（星期二、五為每日4往返班次），每班都有20卡貨車牽引。

## 使用狀況
- 在2018年度，1日平均上落車人次為283人[1]。
- 在2019年度，1日平均上落車人次為300人[1]。

## 車站周邊
- 福岡縣立田川高等學校（日语：福岡県立田川高等学校）
- 勾金郵局
- 無量光寺
- 紫竹原公民館
- 貴船神社
- 福岡縣道52號八女香春線（日语：福岡県道52号八女香春線）
- 福岡縣道204號田川犀川線（日语：福岡県道204号田川犀川線）
- 香春町史蹟公園（前田川農林高校內）
- 鎮西八郎為朝屋敷蹟之碑（前田川農林高校正門附近）

※此站鄰近日本國有鐵道近添田線上伊田站，此站與該站之間設有轉乘客。

## 相鄰車站
平成筑豐鐵道
田川線
柿下溫泉口（HC18）－勾金（HC17）－上伊田（HC16）

## 注腳
1. 1 2 3  鉄道を未来につなぐために（令和元年度版） ︳ へいちくネット（平成筑豊鉄道） （页面存档备份，存于）（日語） 各站上落人次調査結果
2. 1 2 3 4 5 6 7 8  『停車場変遷大事典 国鉄・JR編 2』 JTB、1998年
3. 1 2 3 4 5 6  『停車場変遷大事典 国鉄・JR編 1』 JTB、1998年
4. ↑  九州鉄道百年祭実行委員会・百年史編纂部会 (编).  初版. 九州旅客鉄道. 1988: 65 （日语）.
5. ↑  廣岡治哉 『近代日本交通史 明治維新から第二次大戦まで』 法政大學出版局，1987年4月15日。ISBN 978-4588600173
6. ↑  九州鉄道百年祭実行委員会・百年史編纂部会 (编).  初版. 九州旅客鉄道. 1988: 181 （日语）.
7. ↑  『交通年鑑 昭和63年版』 交通協力會，1988年3月。
8. ↑  今村都南雄 『民営化の效果と現実NTTとJR』 中央法規出版，1997年8月。ISBN 978-4805840863
9. 1 2 3 4  宮脇俊三編 《鉄道廃線跡を歩く 10》 JTB，2003年
10. ↑  「railnews」『鐵道迷』1989年10月號（通卷342號），交友社，1989年。

## 外部連結
- 勾金站 （页面存档备份，存于）（日語）（平成筑豐鐵道沿線情報網站）